# Denis Kapustin (aktivist)
Denis Jevgenjevitj Kapustin (ryska: Денис Евгеньевич Капустин), alias Nikitin (Никитин), även känd som White Rex, född 6 mars 1984 i Moskva, Ryssland, är en rysk aktivist, före detta fotbollshuligan och entreprenör. Han beskriver sig själv som en traditionalist. Han grundade den Putinkritiska Ryska frivilligkåren (RVC) 2022 som deltar i strider mot Rysslands armé och är gruppens ledare. Den ryska regeringen har stämplat honom som terrorist.
Kapustin föddes 1984 och växte upp i Moskva. När han var 17 flyttade familjen 1001 till Köln i Tyskland. Han har beskrivits som nynazist i medier men familjen är enligt Der Spiegel ryska judar.
Han var anhängare av Maidan-protesterna och bor sedan 2018 i Ukraina där han grundade den ryska volontärkåren 2022, en grupp ryska frivilliga som försvarar Ukraina mot den ryska aggressionen. 2023 deltog han tillsammans med sin milis i en attack i ryska Brjansk Oblast. Han har sedan dess listats som terrorist av Ryssland. Han har också anklagas för att ha försökt mörda den ryske miljardären Konstantin Malofeev under Bryansk-operationen.
Herbert Reuls (CDU) inrikesministerium i Nordrhein-Westfalen, Tyskland, kallade honom "en av de mest inflytelserika nynazistiska aktivisterna" i Tyskland och noterade att han professionaliserade den stridande subkulturen i landet. Han ledde också ett livsstilsvarumärke som heter White Rex, med en svarta solen-logotyp som anammas av nynazistiska grupper, genom vilken han distribuerade t-shirts ofta med våldsamma, vita nationalistiska, främlingsfientliga bilder och text, som den nazistiska symbolen 88, som av nynazister översätts ibland till Heil Hitler eller David Lanes 88 föreskrifter. Han såg varumärket som en sorts nationalsocialistisk komplett outfitter.